# Slowhand
Albums de Eric Clapton
No Reason to Cry
(1976) Backless
(1978)
Slowhand est le 5e album studio du guitariste britannique Eric Clapton sorti en 1977.

## Historique
Il s'agit d'un album essentiel de la discographie d'Eric Clapton. Beaucoup de titres qui seront souvent repris lors de ses tournées dont Cocaine de J.J. Cale sa chanson fétiche la plus connue, Lay Down Sally, Wonderful Tonight qui, comme Layla, est une chanson inspirée par Pattie Boyd, son épouse de 1979 à 1988 et ex-femme de George Harrison.
Le titre de l'album « Slowhand » viendrait d'un des surnoms d'Eric Clapton, de l'humour par antiphrase quant à sa dextérité à la guitare.
La couverture de l’album en noir et blanc montre un Clapton de trois-quarts – sans visage — et, en gros plan, sa guitare Fender Stratocaster.
L'album est réalisé avec la même formation musicale que 461 Ocean Boulevard en 1974.
En 2003, il est classé 325e des 500 plus grands albums de tous les temps par le magazine Rolling Stone.

## Titres
| 1. | Cocaine               | J.J. Cale                              | 3:41 |
| 2. | Wonderful Tonight     | Eric Clapton                           | 3:44 |
| 3. | Lay Down Sally        | Eric Clapton, Marcy Levy, George Terry | 3:56 |
| 4. | Next Time You See Her | Eric Clapton                           | 4:01 |
| 5. | We're All The Way     | Don Williams                           | 2:32 |

| 6. | The Core           | Eric Clapton, Marcy Levy    | 8:45 |
| 7. | May You Never      | John Martyn                 | 3:01 |
| 8. | Mean Old Frisco    | Arthur Crudup               | 4:42 |
| 9. | Peaches and Diesel | Eric Clapton, Albhy Galuten | 4:46 |

## Personnel
- Eric Clapton – chant, guitare
- George Terry – guitare
- Carl Radle – basse
- Dick Sims – claviers
- Mel Collins – saxophone
- Jamie Oldaker – batterie, percussion
- Yvonne Elliman – chœurs
- Marcy Levy – chœurs, duo avec Clapton sur The Core
- Glyn Johns – producteur, ingénieur
- El & Nell Ink. (Eric Clapton et Dave Stewart) – Dessins artistiques